# Primaveres i Tardors
El període de les Primaveres i Tardors o període Chunqiu (en xinès tradicional: 春秋時代; en xinès simplificat: 春秋时代; en pinyin: chūn qīu shídaì; segons romanització Wade-Giles, Ch'un1 ch'iu1 shih2 tai4) designa, en la història de la Xina, la primera meitat de la dinastia dels Zhou de l'Est, és a dir, un període que va de la segona meitat del segle viii aC a la primera meitat del segle V. Treu el seu nom dels Annals de les Primaveres i de les Tardors, una crònica dels esdeveniments sobrevinguts a l'estat de Lu, un petit regne de la península de Shandong, entre el 722 aC i el 481 aC, que s'associa, tradicionalment, a Confuci.

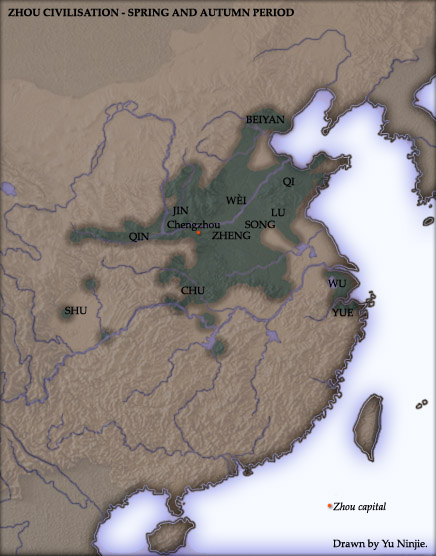
La Xina durant la dinastia Zhou

En aquesta època, el poder a la Xina es va descentralitzar. Els reis de la dinastia Zhou no controlaven directament més que un petit domini reial, centrat sobre la seva capital (l'actual Luoyang). En qualsevol altre lloc, el poder era exercit per la noblesa, mitjançant feus. Es compten, al segle viii aC, diversos centenars de petits estats vassalls dels Zhou, dirigits per prínceps hereditaris, o bé membres del mateix clan que els Zhou a tota la Xina central, o bé famílies aliades, o bé potentats locals.
Els estats del període de les Primaveres i de les Tardors eren petits; això permetia un millor control del territori i la població i, també, facilitava la competència entre aquests. Durant aquest període van desaparèixer els bàrbars interiors amb els qui s'havien estat escaramussant durant segles els Zhou de l'Oest i es van generalitzar les guerres entre xinesos. Eren sempre guerres en què els nobles, fent ús dels carros, combatien segons un estricte codi de cavalleria i en què les forces d'infanteria que els acompanyaven eren de dimensions modestes: rarament es mobilitzaven més de 10.000 soldats i les campanyes duraven unes poques setmanes. Tot i així, les lluites van distorsionar tot l'ordre religiós i ritual i en van quedar afectades tant les relacions del regnes entre si com el vincles entre els llinatges que ocupaven una mateixa ciutat. El lent progrés de la noblesa va resultar en un augment de l'alfabetització; i l'augment de l'alfabetització va animar la llibertat de pensament i l'avenç tecnològic. Aquesta era va ser seguida pel període dels Regnes Combatents. L'historiador Mark Lewis va definir aquest període com l'«Edat de les ciutats-estat», cadascuna dominada per la família d'un senyor.

## Naixement dels Zhou orientals
El 771 aC, la caiguda de Haojing, la capital de la dinastia Zhou de l'Oest, que havia dominat la xina des de la batalla de Muye el 1046 aC, marcà el començament del període de les Primaveres i de les Tardors. Després que la capital fos saquejada per les tribus nòmades d'Occident, el coronat príncep Ji Yijiu (姬宜臼) va fugir cap a l'est. Durant la fugida de la capital occidental vers l'est, el rei Zhou es va recolzar en els senyors més propers de Qi (齊), Zheng (鄭) i Jin (晉) per protegir-se tant dels invasors com dels senyors rebels. Va traslladar la capital Zhou des de Zhongzhou (Hao) a Chengzhou (actual Luoyang), a la vall del riu Groc, en una posició més arrecerada: així, es va iniciar el nou període dels Zhou de l'Est, que duraria fins a la instauració de l'imperi, l'any 221 aC.
La noblesa Zhou en fugida no tenia suports forts als territoris orientals; fins i tot, la coronació del príncep hereu va haver de ser suportada per aquells estats per tenir èxit. Amb la influència de Zhou molt reduïda, limitant-se a Luoyang i les àrees properes, la cort dels Zhou no podia donar suport per més temps a sis grups de tropes de peu (xinès: 六軍; pinyin: liù jūn). Els posteriors reis Zhou van haver de sol·licitar ajuda a estats veïns o poderosos per protegir-se de les revoltes i per resoldre les lluites internes pel poder. La cort de Zhou mai no va tornar a recuperar la seva autoritat originària; va ser relegada a governar, però sota el control dels altres estats feudals. Encara que els Zhou, nominalment, van retenir el mandat celestial, el títol no els donava poder real.

## Ascens dels hegemònics
El primer noble a ajudar els reis de Zhou va ser el duc Zhuang de Zheng (鄭庄公). Va ser el primer a establir el sistema hegemònic (xinès: 霸; pinyin: bà), el propòsit del qual era mantenir l'antic sistema proto-feudal. Els historiadors tradicionals justificaven el nou sistema com un mitjà per a protegir els estats civilitzats més febles i la reialesa Zhou de les tribus "bàrbares" intruses. Localitzades en els quatre punts cardinals, les tribus "bàrbares" (pobles nòmades assentats a les fronteres de la Xina) eren, respectivament, els man, els dongyi, els rong i els di.
Tots els anomenats estats civilitzats, tanmateix, es trobaven, de fet, compostos per una barreja d'ètnies; i per això no hi havia una línia clara que separés els estats civilitzats dels pobles nòmades. Tanmateix, aquestes tribus, ètnicament i culturalment diferents, tenien les seves civilitzacions pròpies i úniques en certes àrees. Alguns grups ètnics estaven tan substancialment civilitzats i eren tan poderosos mesurant-los pels estàndards xinesos, que les seves entitats polítiques, incloent-hi Wu i Yue, són fins i tot incloses en algunes versions dels Cinc Grans Senyors.
Els estats nous i poderosos es trobaven més ansiosos de mantenir els privilegis aristocràtics que no pas de donar suport a la dèbil l'entitat governant en temps de problemes, una idea que havia estat propagada àmpliament durant la Xina imperial per consolidar el poder de la família que es trobés en el poder.
Els ducs Huan de Qi (685 aC - 643 aC) i Wen de Jin (636 aC - 628 aC) van continuar fent els passos per establir un sistema feudal, cosa que va portar una estabilitat relativa, encara que durant períodes més curts que anteriorment. Les annexions es van anar incrementant, afavorint alguns dels estats més poderosos, incloent-hi Estat de Qin, Jin, Qi i Chu. El paper dels senyors es va desplaçar gradualment des de la intenció manifestada de protegir els estats més febles; el poder dels senyors, eventualment, va esdevenir un sistema d'hegemonia dels estats més grans sobre els estats satèl·lits més febles d'origen xinès i "bàrbar".
Els grans estats van usar el pretext de la protecció i de l'ajuda per a intervenir i obtenir avantatges sobre els estats més petits durant les seves lluites internes. Els senyors posteriors procedien majoritàriament d'aquests grans estats. Es van proclamar a si mateixos com a amos dels seus territoris, sense si més no reconèixer la figura titella de Zhou. L'establiment del sistema d'administració local (Jun i Xi'an), amb els oficials assenyalats pel govern, va donar als estats millor control sobre els seus dominis. Els impostos van facilitar el comerç i l'agricultura més que el proto-feudalisme. Els camperols, malgrat l'autoritat nominal del rei, ni tributaven, ni eren mobilitzables, estaven lligats a la terra i es distingien del nobles perquè no tenien cognoms: els nobles eren els Cent Cognoms o les Cent Famílies.
Els tres estats de Qin, Ji i Qi no sols van optimitzar la seva pròpia força, sinó que, al mateix temps, van repel·lir l'agressió de l'estat meridional de Chu, els governants del qual s'havien proclamat a si mateixos reis. Els exèrcits Chu, gradualment, van anar envaint la conca del Riu Groc. Etiquetar Chu com els bàrbars meridionals (Chu Man) no era més que un pretext per advertir Chu perquè no intervingués en les seves respectives esferes d'influència. La invasió de Chu va ser posada a prova diverses vegades en tres grans batalles amb cada vegada més violència: la Batalla de Chengpu, la Batalla de Bi i la Batalla de Yanling; el resultat va ser la restauració dels estats de Chen i Cai.

## El canviant ritme de la guerra
Després d'un període de guerres cada vegada més exhaustives, Qi, Qin, Jin i Chu finalment es van ajuntar per a una conferència de desarmament en el 579 aC, en què essencialment els altres estats es van convertir en satèl·lits. El 546 aC, Jin i Chu van acordar una nova treva. Durant el relativament pacífic segle vi aC, els dos estats costaners en l'actual Zhejiang, Wu i Yue, van començar a guanyar gradualment més poder. Després de derrotar i expulsar el rei Fu Chai de Wu, el rei Gou Jian de Yue va esdevenir l'últim gran senyor reconegut.
Aquesta era de pau va ser sol un preludi al caos del període dels Regnes Combatents. Cadascun dels quatre poderosos estats es trobava sumit en contínues lluites pel poder. Sis famílies propietàries de terres es feien la guerra l'una a l'altra a Jin. La família Chen eliminava els seus enemics polítics a Qi. La legitimitat dels governants era sovint desafiada en les guerres civils per diversos membres de la família reial a Qin i Chu. L'any 453 a la batalla de Jinyang l'aliança dels clans Wei, Zhao i Han es va desfer de la casa Zhi, l'últim llinatge poderós del regne de Jin després d'un llarg període marcat per diverses guerres civils que van afermar les forces centrífugues. L'any 434 aC, després de la mort del duc Ai, les tres famílies es van annexionar totes les terres de Jin, deixant només les capitals de Jiang i Quwo per al següent duc de Jin, formant ràpidament burocràcies fortes, i impossibilitant que alguna família aristocràtica els envaís. Aquest mateix any, el rei Weilie de Zhou va proclamar Jin, Wei, Han i Zhao com a iguals.
El 403 aC, el rei Weilie de Zhou va reconèixer Han Qian, Zhao Ji i Wei Si com a marquesos de Han, Zhao i Wei respectivament i Jin va ser partit a tres estats: Han, Zhao i Wei. La partició de Jin va ser el final del període Primaveres i Tardors, el començament del Període dels Regnes Combatents i la independència política de Han. El Rei Lie de Zhou va ser obligat a reconèixer els nous estats, elevant a la categoria de marquesos als seus governants. L'estat de Jin va existir nominalment unes dècades més fins que els Annals de Bambú esmenten que el 369 aC, Cheng de Zhao i Gong de Han van traslladar el duc Huan de Jin a Tunliu i ja no hi ha registres de governants de Jin, considerant-se el final de Jin. Fins al 350 aC aproximadament l'aliança dels tres regnes hereus de l'antic Jin va tenir un paper impulsor, sota el lideratge de Wei.

## Figures importants
Bà

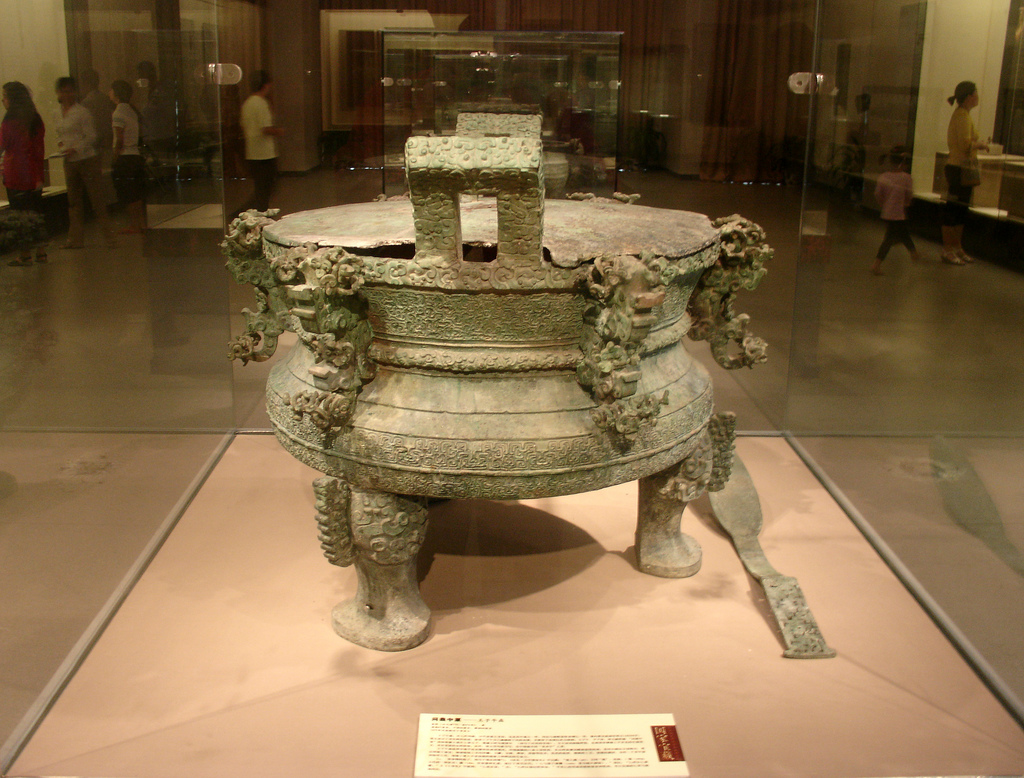
Un gran vas trípode de bronze del període de Primaveres i Tardors, ara localitzat en el Museu Provincial d'Hainan

La història tradicional enumera cinc bà durant el període de Primaveres i Tardors:
- El duc Huan de Qi (齊桓公)
- El duc Wen de Jin (晉文公)
- El rei Zhuang de Chu (楚莊王)
- El duc Mu de Qin (秦穆公)
- El duc Xiang de Song (宋襄公)

Una llista alternativa substitueix els dos últims per:
- El rei Fuchai de Wu (吳王夫差)
- El rei Goujian de Yue (越王勾踐)

Buròcrates o funcionaris
- Guan Zhong (管仲), important assessor del duc Huán de Qí.
- Baili Xi (百里奚), famós primer ministre de Qín.
- Wu Zixu, duc de Shen, important assessor del rei Helü,[10] a vegades considerada uina de les figures més ben conegudes del període de Primaveres i Tardors.[11]
- Bo Pi（伯噽）, buròcrata sota el rei Hélǘ, que va tenir un paper diplomàtic important en les relacions Wú - Yue.
- Wen Zhong (文種) i Fàn Lǐ (范蠡), els dos assessors del rei Gōujiàn en la seva ràtzia contra Wú
- Fan Li, un altre assessor de Goujian.
- Zi Chan（子產）, líder dels moviments d'auto-enfortiment a Zhèng
- Yan Ying o Yanzi, figura central del Yanzi Chunqiu.

Erudits/estudiosos influents
- Confuci（孔子）, figura prominent en el confucianisme.
- Laozi（老子）o Lao tse, mestre de daoisme.
- Mozi (墨子) o "Mocius" (també "Micius"), fundador del moïsme.
- Sun Tzu （孫子）, l'autor de L'Art de la Guerra.

Altres persones
- Lǔ Bān（鲁班）
- Yào Lí （要离）, enviat pel rei Hélǘ per matar Qìng Jì（庆忌）.
- Zhuān Zhū（专渚）, enviat per Hélǘ per matar el seu cosí, el rei Liao.
- Bo Ya, músic.